# Loxicephala nigricoxa
Loxicephala nigricoxa är en insektsart som först beskrevs av Marius Descamps 1967.  Loxicephala nigricoxa ingår i släktet Loxicephala och familjen Thericleidae. Inga underarter finns listade i Catalogue of Life.